# Giovanni Federico di Holstein-Gottorp
Giovanni Federico di Holstein-Gottorp (Gottorp, 1º settembre 1579 – monastero di Buxtehude, 3 settembre 1634) è stato un arcivescovo luterano tedesco, arcivescovo protestante di Brema, principe vescovo di Lubecca, e vescovo di Verden.

## Biografia
Giovanni Federico era figlio di Adolfo di Holstein-Gottorp e di Cristina d'Assia.
Egli ebbe due figli. Federico e Cristina vennero legittimizzati nel 1621 dall'imperatore ed ammessi a portare il cognome ed i titoli di Holstein. L'amante di Giovanni Federico, madre dei suoi figli, fu Anna Dobbel, originaria di Bremervörde.
Dopo che suo fratello Giovanni Adolfo era divenuto duca nel 1590, questi cedette il principato arcivescovile di Brema nel 1596 a Giovanni Federico. Nel 1607 Giovanni Federico ottenne anche il titolo di principe vescovo di Lubecca, sempre dal fratello. A partire dal 1631 fu anche vescovo di Verden, mantenendo tutti i propri offici sino alla propria morte nel 1634.

## Ascendenza
|                                       |                      |                              | Genitori                          |  |  | Nonni |  |  | Bisnonni                 |  |  | Trisnonni             |  |
|                                       |                      |                              |                                   |  |  |       |  |  | Cristiano I di Danimarca |  |  | Dietrich di Oldenburg |  |
|                                       |                      |                              |                                   |  |  |       |  |  | Cristiano I di Danimarca |  |  | Dietrich di Oldenburg |  |
|                                       |                      | Edvige di Schauenburg        |                                   |  |  |       |  |  | Cristiano I di Danimarca |  |  |                       |  |
| Federico I di Danimarca               |                      |                              |                                   |  |  |       |  |  | Cristiano I di Danimarca |  |  |                       |  |
|                                       |                      | Dorotea di Brandeburgo       | Federico I di Brandeburgo         |  |  |       |  |  |                          |  |  |                       |  |
|                                       |                      | Dorotea di Brandeburgo       | Federico I di Brandeburgo         |  |  |       |  |  |                          |  |  |                       |  |
|                                       |                      | Dorotea di Brandeburgo       | Elisabetta di Baviera-Landshut    |  |  |       |  |  |                          |  |  |                       |  |
| Adolfo di Holstein-Gottorp            |                      | Dorotea di Brandeburgo       |                                   |  |  |       |  |  |                          |  |  |                       |  |
|                                       |                      | Boghislao X di Pomerania     | Eric II di Pomerania-Wolgast      |  |  |       |  |  |                          |  |  |                       |  |
|                                       |                      | Boghislao X di Pomerania     | Eric II di Pomerania-Wolgast      |  |  |       |  |  |                          |  |  |                       |  |
|                                       |                      | Boghislao X di Pomerania     | Sofia di Pomerania-Stolp          |  |  |       |  |  |                          |  |  |                       |  |
| Sofia di Pomerania                    |                      | Boghislao X di Pomerania     |                                   |  |  |       |  |  |                          |  |  |                       |  |
|                                       |                      | Anna di Polonia              | Casimiro IV di Polonia            |  |  |       |  |  |                          |  |  |                       |  |
|                                       |                      | Anna di Polonia              | Casimiro IV di Polonia            |  |  |       |  |  |                          |  |  |                       |  |
|                                       |                      | Anna di Polonia              | Elisabetta d'Asburgo              |  |  |       |  |  |                          |  |  |                       |  |
| Giovanni Federico di Holstein-Gottorp |                      | Anna di Polonia              |                                   |  |  |       |  |  |                          |  |  |                       |  |
|                                       | Guglielmo II d'Assia | Ludovico II d'Assia          |                                   |  |  |       |  |  |                          |  |  |                       |  |
|                                       | Guglielmo II d'Assia | Ludovico II d'Assia          |                                   |  |  |       |  |  |                          |  |  |                       |  |
|                                       | Guglielmo II d'Assia | Matilde di Württemberg-Urach |                                   |  |  |       |  |  |                          |  |  |                       |  |
| Filippo I d'Assia                     | Guglielmo II d'Assia |                              |                                   |  |  |       |  |  |                          |  |  |                       |  |
|                                       |                      | Anna di Meclemburgo-Schwerin | Magnus II di Meclemburgo-Schwerin |  |  |       |  |  |                          |  |  |                       |  |
|                                       |                      | Anna di Meclemburgo-Schwerin | Magnus II di Meclemburgo-Schwerin |  |  |       |  |  |                          |  |  |                       |  |
|                                       |                      | Anna di Meclemburgo-Schwerin | Sofia di Pomerania-Wolgast        |  |  |       |  |  |                          |  |  |                       |  |
| Cristina d'Assia                      |                      | Anna di Meclemburgo-Schwerin |                                   |  |  |       |  |  |                          |  |  |                       |  |
|                                       |                      | Ernesto di Sassonia          | Federico II di Sassonia           |  |  |       |  |  |                          |  |  |                       |  |
|                                       |                      | Ernesto di Sassonia          | Federico II di Sassonia           |  |  |       |  |  |                          |  |  |                       |  |
|                                       |                      | Ernesto di Sassonia          | Margherita d'Austria              |  |  |       |  |  |                          |  |  |                       |  |
| Cristina di Sassonia                  |                      | Ernesto di Sassonia          |                                   |  |  |       |  |  |                          |  |  |                       |  |
|                                       |                      | Elisabetta di Baviera        | Alberto III di Baviera            |  |  |       |  |  |                          |  |  |                       |  |
|                                       |                      | Elisabetta di Baviera        | Alberto III di Baviera            |  |  |       |  |  |                          |  |  |                       |  |
|                                       |                      | Elisabetta di Baviera        | Anna di Braunschweig-Grubenhagen  |  |  |       |  |  |                          |  |  |                       |  |
|                                       |                      | Elisabetta di Baviera        |                                   |  |  |       |  |  |                          |  |  |                       |  |